# Plaça de Catalunya állomás
Plaça de Catalunya állomás, más néven Barcelona-Plaça Catalunya, Plaça Catalunya vagy csak egyszerűen Catalunya egy vasút- és metróállomás Spanyolországban, Barcelonában. Az állomást egyartánt érinti a Rodalies de Catalunya elővárosi vasúthálózat, a barcelonai metró L1-es és L3-as, továbbá az Ferrocarrils de la Generalitat de Catalunya Barcelona–Vallès-vasútvonala (L6-os metróvonal) is. ezen kívül több városi autóbusz járat is érinti.

## Nevezetességek a közelben
| Név                         | Típus                                    | Koordináta                                               | Kép |
| --------------------------- | ---------------------------------------- | -------------------------------------------------------- | --- |
| 1-es metróvonal             | metróvonal                               | é. sz. 41,387°, k. h. 2,170°41.387000°N 2.170000°E       |     |
| 6-os metróvonal             | metróvonal                               | é. sz. 41,385980°, k. h. 2,170108°41.385980°N 2.170108°E |     |
| Avinguda de la Llum         | pláza                                    | é. sz. 41,385833°, k. h. 2,168333°41.385833°N 2.168333°E |     |
| Barcelona-Vallès-vasútvonal | vasútvonal közösségi közlekedési hálózat | é. sz. 41,385544°, k. h. 2,169411°41.385544°N 2.169411°E |     |
| Church of Santa Ana         | templom kolostor                         | é. sz. 41,385910°, k. h. 2,171409°41.385910°N 2.171409°E |     |
| Font de Canaletes           | szökőkút                                 | é. sz. 41,385278°, k. h. 2,170139°41.385278°N 2.170139°E |     |
| Plaça de Catalunya          | tér közlekedési csomópont                | é. sz. 41,387031°, k. h. 2,170079°41.387031°N 2.170079°E |     |
| Portal de l'Àngel           | utca                                     | é. sz. 41,38646°, k. h. 2,17196°41.386460°N 2.171960°E   |     |

## Metróvonalak
Az állomást az alábbi metróvonalak érintik:

## Kapcsolódó állomások
Az állomáshoz az alábbi állomások vannak a legközelebb:
- Universitat (Hospital de Bellvitge, 1-es metróvonal)
- Urquinaona (Fondo, 1-es metróvonal)
- Passeig de Gràcia metróállomás (Trinitat Nova, 3-as metróvonal)
- Liceu (Zona Universitària, 3-as metróvonal)

## Képek

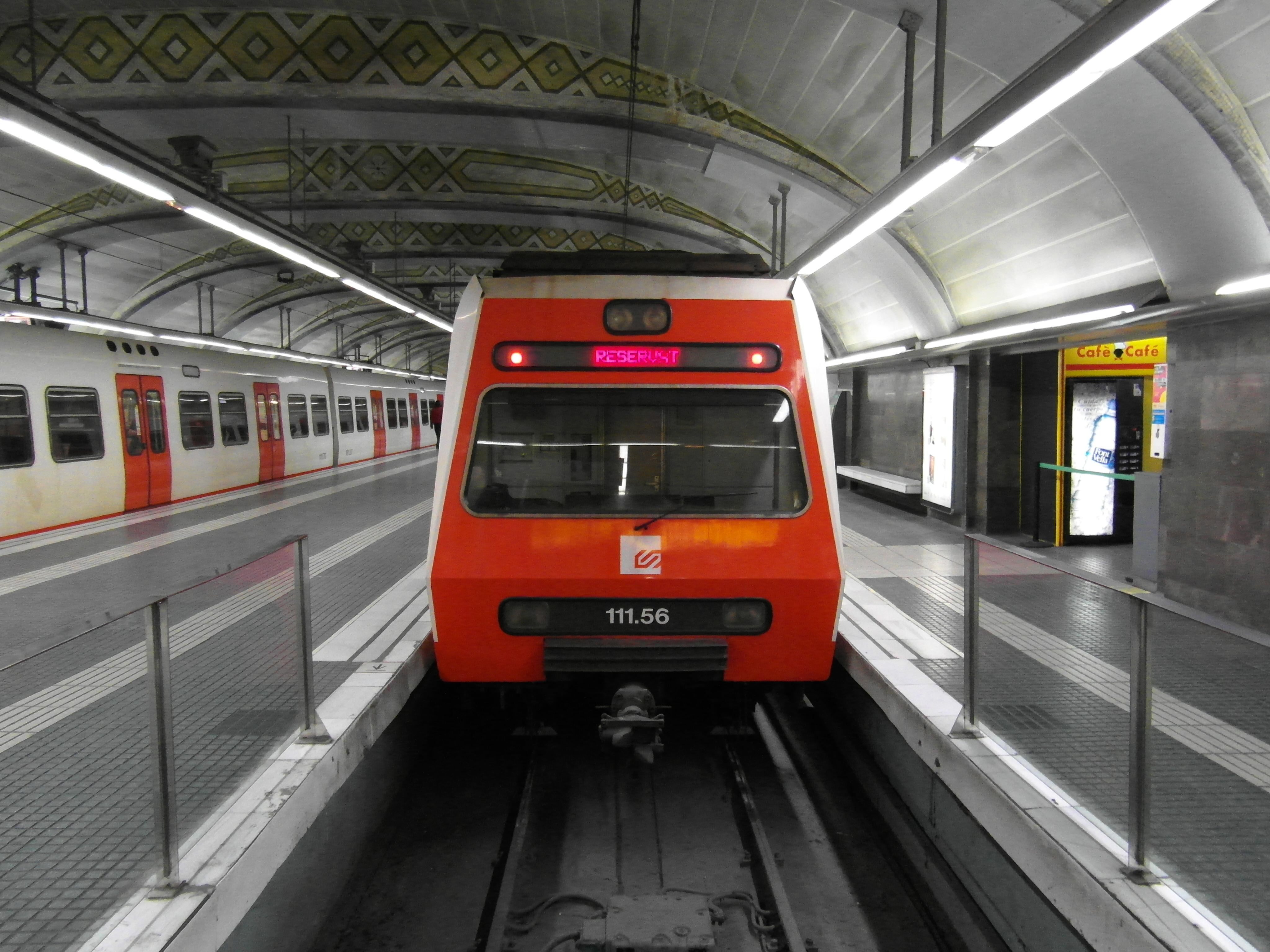
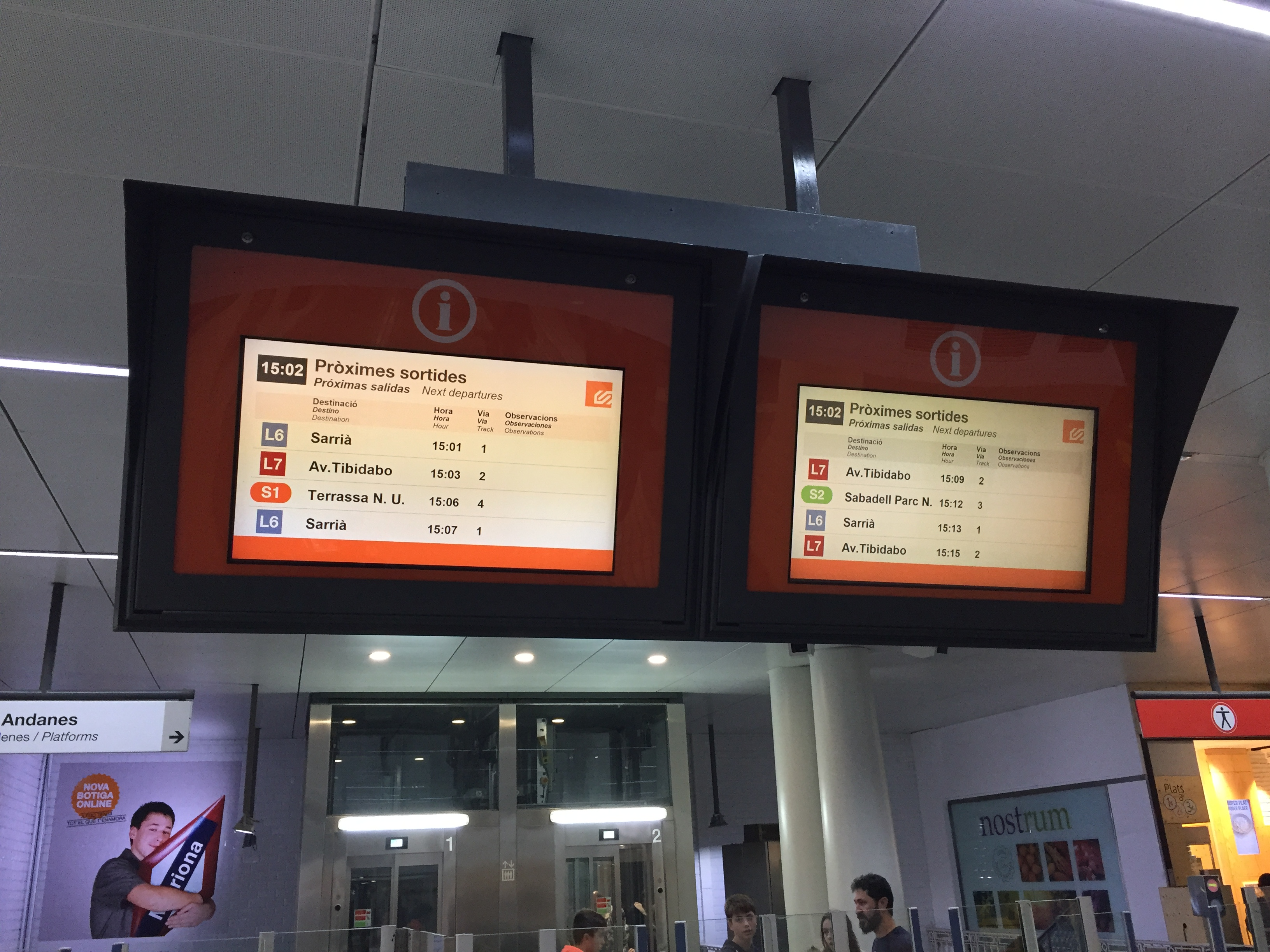
Utastájékoztató táblák
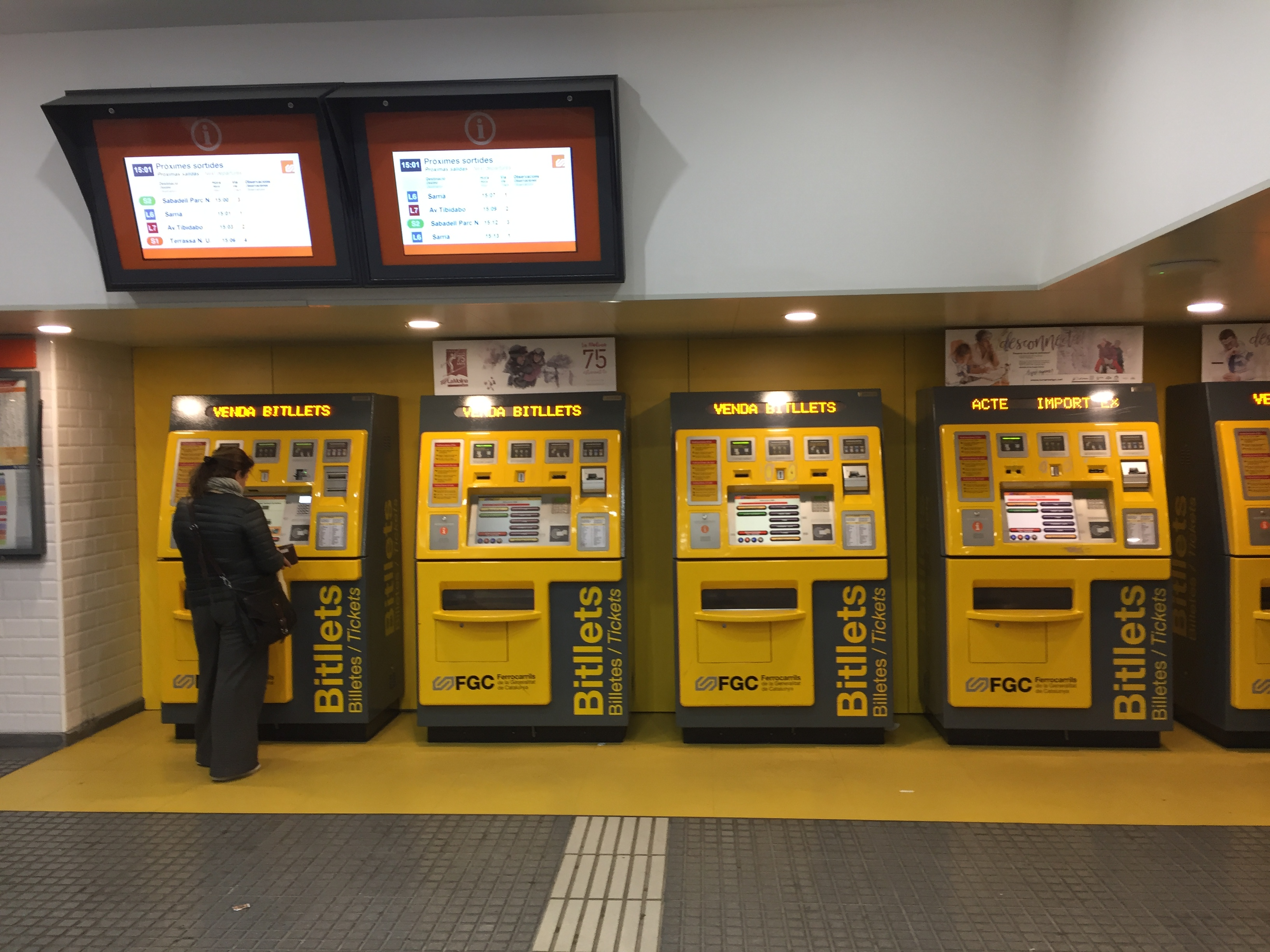
Jegyautomaták
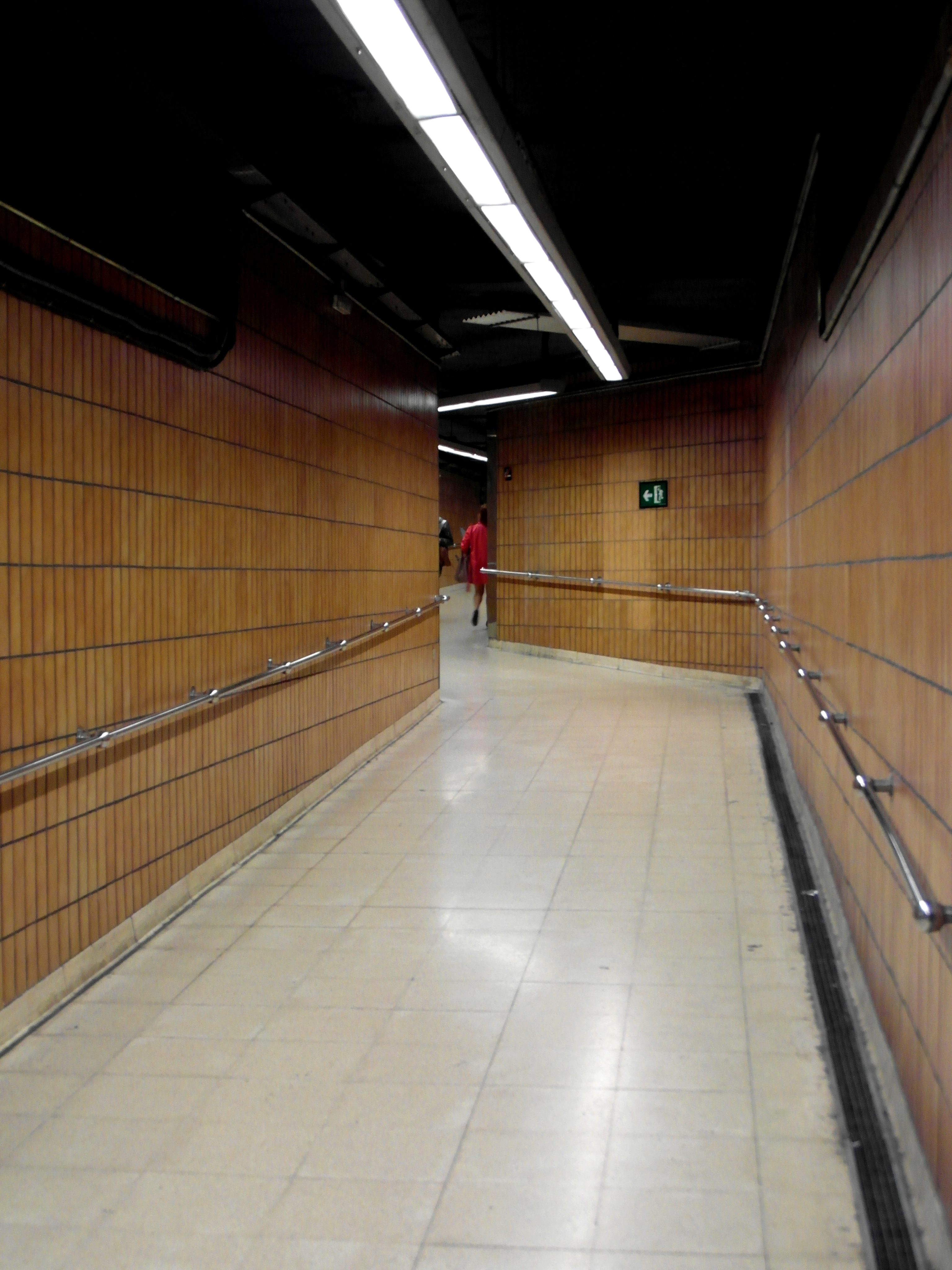
Aluljáró a föld alatt
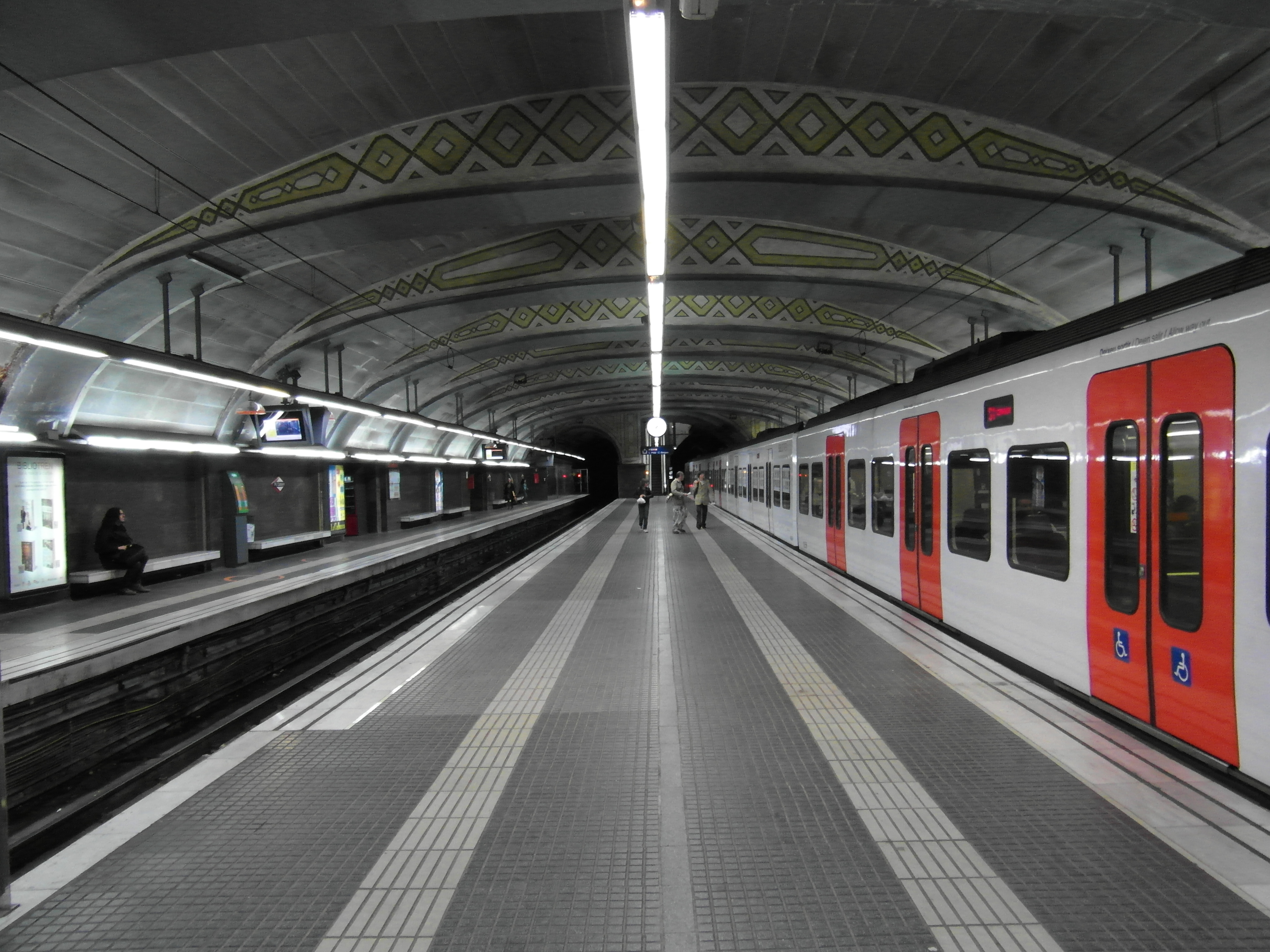